# 41. vestlige længdekreds
Den 41. vestlige længdekreds (eller 41 grader vestlig længde) er en længdekreds, der ligger 41 grader vest for nulmeridianen. Den løber gennem Ishavet, Grønland, Atlanterhavet, Sydamerika, det Sydlige Ishav og Antarktis.